# Savang Vadhana

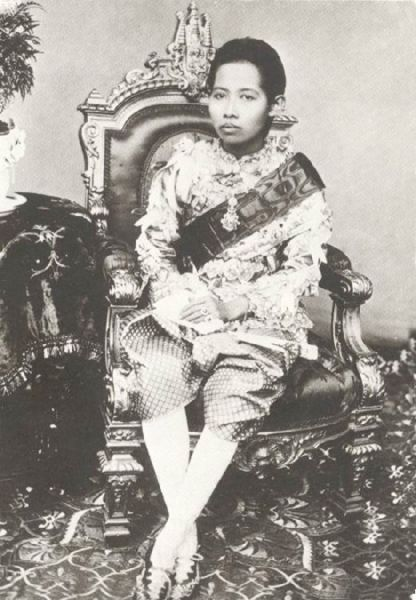
Königin Savang Vadhana

Königin Savang Vadhana (thailändisch พระเจ้าลูกเธอ พระองค์เจ้าสว่างวัฒนา oder สมเด็จพระศรีสวรินทิราบรมราชเทวี, Somdet Phra Sri Savarindira Boromma Rajadevi, auch Sri Savarindra; * 10. September 1862 in Bangkok; † 17. Dezember 1955 ebenda) war eine der Hauptfrauen von König Chulalongkorn (Rama V.) von Siam (heute: Thailand). Sie war die Großmutter der thailändischen Könige Ananda Mahidol (Rama VIII.) und Bhumibol Adulyadej (Rama IX.). Nachdem ihr erster Enkel 1935 als König Rama VIII. den Thron von Siam bestiegen hatte, erhielt sie den Titel Somdet Phra Phan Vasa Ayyika Chao (สมเด็จพระพันวัสสาอัยยิกาเจ้า, „Königliche Großmutter“).

## Leben
Savang Vadhana war die 27. Tochter von König Mongkut (Rama IV.) und dessen Ehefrau Piam, weshalb sie eine Halbschwester ihres späteren Gatten war. Sie war die zweite von vier Hauptfrauen Ramas V. Aus der Ehe gingen acht Kinder hervor:
- Kronprinz Maha Vajirunhis (* 27. Juni 1878; † 4. Januar 1894)
- Prinz Isariyalongkorn (* 4. September 1879; † 25. September 1879)
- Prinzessin Vichitra Chiraprabha (* 21. April 1881; † 15. August 1881)
- Prinz Somratiwongse Varodaya (Fürst von Nakhon Si Thammarat; * 9. Juni 1882; † 17. Juni 1899)
- Prinzessin Valaya Alongkorn (Fürstin von Phetchaburi; * 16. April 1884; † 15. Februar 1938)
- Prinzessin Sirabhorn Sobhon (* 19. Juli 1888; † 24. Mai 1898)
- Prinz Mahidol Adulyadej (Fürst von Songkhla; * 1. Januar 1892 in Bangkok; † 24. September 1929 ebendort)
- eine Prinzessin ohne Namen (starb 3 Tage nach der Geburt)

Nachdem König Prajadipok 1935 abgedankt hatte, folgte ihm der Sohn von Königin Savang Vadhanas jüngstem Sohn als Ananda Mahidol auf den Thron. Auch dessen Nachfolger seit 1946, König Bhumibol Adulyadej, war ein Enkel von Königin Savang Vadhana. Obwohl ihr eigener Sohn, Kronprinz Vajirunhis, bereits früh starb, lebte sie lang genug, um ihre beiden Enkel auf dem siamesischen (später thailändischen) Thron zu sehen.

## Tod
Königin Savang Vadhana starb am 17. Dezember 1955 im Alter von 93 Jahren in Bangkok. Ihre Asche liegt auf dem Königlichen Friedhof im Wat Ratchabophit in Bangkok. Ein Wohnhaus der Königin kann in Bang Pa-in besichtigt werden. In ihren späten Lebensjahren bewohnte sie den Sa Pathum-Palast, wo ein Museum zu ihrem Andenken eingerichtet wird.
Am 27. Oktober 2005 gründete Prinzessin Maha Chakri Sirindhorn, eine Urenkelin der Königin, die Königin-Savang-Vadhana-Stiftung.